# میوا هاریموتو
میوا هاریموتو (انگلیسی: Miwa Harimoto؛ زادهٔ ۱۶ ژوئن ۲۰۰۸) بازیکن تنیس روی میز زن اهل ژاپن است.
وی در مسابقات کشوری و بین‌المللی در مجموع برندهٔ ۳ مدال نقره، ۵ مدال برنز شده است.